# Heteroscyphus contortuplicatus
Heteroscyphus contortuplicatus là một loài rêu tản trong họ Geocalycaceae. Loài này được (Nees & Mont.) Grolle miêu tả khoa học lần đầu tiên năm 1984.